# Argostemma apiculatum
Argostemma apiculatum là một loài thực vật có hoa trong họ Thiến thảo. Loài này được B.Bremer mô tả khoa học đầu tiên năm 1989.